# マルコス・ジョレンテ
マルコス・ジョレンテ・モレノ（Marcos Llorente Moreno スペイン語発音: [ʝoˈɾente]、1995年1月30日 - ）は、スペイン・マドリード州マドリード出身のサッカー選手。アトレティコ・マドリード所属。スペイン代表。ポジションはミッドフィールダー。

## クラブ経歴

### ユース
ラス・ロサス、 ロセーニャでキャリアをスタートさせた後、ラージョ・マハダオンダに入団した。アトレティコ・マドリードの選手としていくつかのユースの大会でプレーした後、2008年にレアル・マドリードのユースに入った。 洗練されたテクニックを持つ組織的なミッドフィルダーとして、2013-14シーズンまで昇格を続け、UEFAユースリーグでプレーしたが、準決勝でベンフィカに敗れ敗退した。2014-15シーズンでは、ジネディーヌ・ジダンが監督を務めるレアル・マドリード・カスティージャでプレーした。2014年8月24日、アトレティコ・マドリードBとの試合でプロデビューを果たした。2シーズン目はチームに残った。

### レアル・マドリード

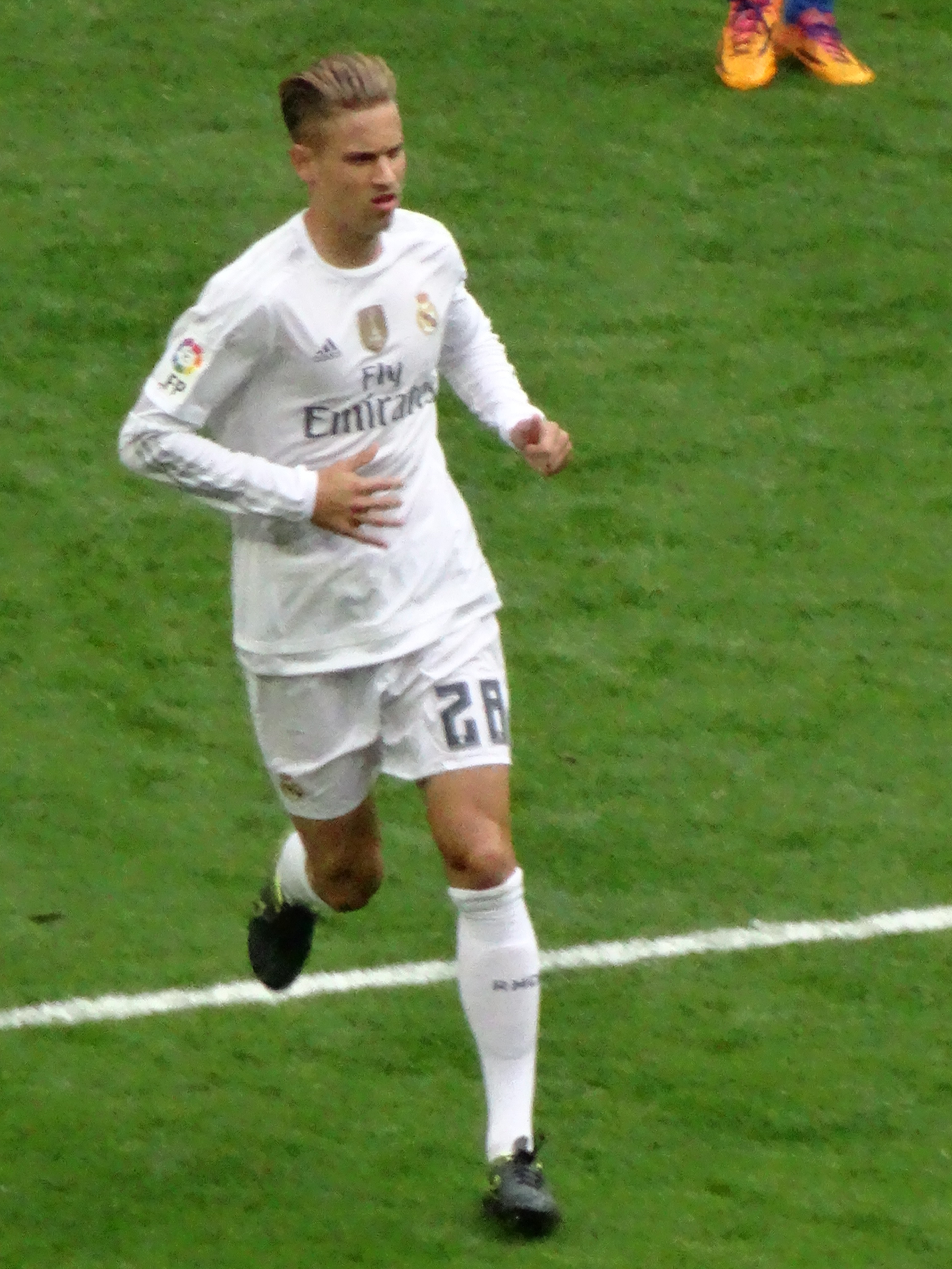
レアル・マドリードでのジョレンテ（2015年）

カスティージャでの活躍が認められ、カルロ・アンチェロッティ監督の指揮の下、2014年のプレシーズンにはトップチームの一員となった。1年後の2015年10月17日、プリメーラ・ディビシオンのレバンテ戦でレアル・マドリードのトップチームデビューした。その後、コパ・デル・レイではカディス戦で先発デビューを果たした。

### アラベス
2016年8月11日、昇格したばかりのアラベスにレンタル移籍した。加入直後からレギュラーに定着し、ゲームメイクから守備まで縦横無尽の活躍を見せた。特に守備ではリーグトップとなる88回のタックルを成功させ、アラベスのリーグ戦9位躍進、コパ・デル・レイ準優勝に大きく貢献した。

### レアル・マドリード復帰
アラベスでの活躍が認められ、2017年7月1日、レアル・マドリードに復帰し、18番を着けた。 12月6日、ボルシア・ドルトムント戦でチャンピオンズリーグデビューを果たした。 9月23日、契約を2021年まで延長した。サンティアゴ・ソラーリの監督就任と、カゼミーロの怪我の影響でスタメン起用が続き、カゼミーロ復帰後のクラブワールドカップでもスタメンとして出場し、2018年12月22日、FIFAクラブワールドカップ2018決勝のアル・アイン戦ではエリア外からのボレーシュートでゴールを決め、プレイヤーズ・オブ・ザ・マッチに選出された。しかし、その3ヶ月後にソラーリが解任されジダンが復帰すると、ジョレンテは自身の怪我もあり出場機会が激減、シーズン終了前にジダンに戦力外通告を受け、クラブは期限付き移籍を勧めた。

### アトレティコ・マドリード
2019年6月20日、ライバルのアトレティコ・マドリードに5年契約で移籍し、14番を着けた。シーズン前半戦ではトーマス・パーテイやサウールからポジションを奪えず、1月1日の第21節まで1試合もフル出場出来ず、前半のみでの交代は3試合もあった。その後は右サイドハーフとして出場機会を増やしていき、2020年3月11日、チャンピオンズリーグラウンド16、リヴァプール戦2ndレグでは後半56分にジエゴ・コスタに代わって右サイドハーフに入ると、延長戦にペナルティーエリア外からの2つのミドルシュートとアルバロ・モラタへのアシストをし、チームの逆転勝利、準々決勝進出に貢献した。リーグ戦の中断を挟み、シメオネによって攻撃的なポジションにコンバートされ、主にセカンドトップとしてリーグ戦全11試合に出場。2ゴール4アシストを記録し、 チームのチャンピオンズリーグ出場権獲得に貢献した。
2020-21シーズンはセカンドトップやサイドハーフ、更にはサイドバックや元々のポジションである中盤と様々なポジションで起用されると、このシーズンはリーグ戦12ゴール10アシストを記録しリーグ優勝に貢献した。このシーズンのラ・リーガにおいてイアゴ・アスパスとジョレンテだけがリーグ2桁ゴール・アシストを達成している。2021年8月18日、クラブとの契約を2027年6月末まで延長したことをクラブの公式サイトにて発表した。

## 代表経歴
U-19代表では公式戦8試合、U-21代表では公式戦3試合に出場した。
2020年11月7日、ルイス・エンリケ率いる、フル代表に初選出された。2020年11月11日、オランダ代表戦で代表デビューを果たした。2021年5月24日、UEFA EURO 2020に臨むスペイン代表にDF登録で選出された。その本大会では、スペイン代表の全6試合中4試合に出場したが、ベスト4でイタリア代表に敗れた。
ジョレンテは2022 FIFAワールドカップにも選出されました。彼はカタール大会で1試合のみ出場し、ラウンド16でのモロッコ代表との試合で0-0の末PK戦で0-3と敗北しました。
ジョレンテはUEFA EURO 2024の予備登録29人のメンバーに含まれていました。しかし、最終メンバーには選出されませんでした。

## プレースタイル
元々は守備的なミッドフィールダーとして、あるいは４バックの前でのプレーメーカーとして活躍し、セントラルやボックス・トゥ・ボックスミッドフィールダーなど、より高いポジションでもプレーすることができる。加えてサイドバックとしてもプレー可能で、UEFA EURO 2020スペイン代表にはディフェンダー登録で招集されている。ディエゴ・シメオネ監督の下、アトレティコ・マドリードでは、最初は4-4-2のフォーメーションで中盤の右サイドで、後には同じシステムでセカンドトップとしてプレーした。 
2019-20シーズン終了時点で、最高時速35.09km/hを記録しており、これはリーグ6位の速さだった。
また、トレーニング態度と忍耐力の面でシメオネやホルヘ・バルダーノから称賛された。

## プライベート
ジョレンテは幼少期より食事管理に強い自覚を持つ選手であり、徹底した「パレオダイエット」（石器時代の食生活）を長年実践している。加工食品や穀物、乳製品を避け、魚・肉・卵・野菜・芋類・良質なチーズを中心に摂るスタイルは、自身にとって「ライフスタイル」であり、健康維持のために引退後も続けると語っている。
彼の日課には、**朝食を取らない**ことも含まれ、昼食を午後2時、夕食を午後9時と明確に時間を定め、空腹を感じても摂食しないスタイルを貫いている。ある試合後には24時間以上絶食し、試合翌日の昼まで何も口にしなかった経験を自身で振り返っている。
ゲーム好きとしても知られており、特に『Call of Duty』などのビデオゲームを**ストレス解消の手段**として日常的に楽しんでいる。チームメイトとともに頻繁にプレイし、移動中にも携帯型デバイスで継続していると語っている。
さらに、ジョレンテはアトレティコ・マドリードと深い関係を築いており、契約更新時にはチームを「第２の家族」と表現。「2027年まで続けたい」との意思をSNSで表明し、クラブ愛と帰属意識の強さがうかがえる。
ジョレンテは自身が非常に犬好きであることを公にしており、Instagramでは長年にわたって複数の愛犬を紹介している。最も有名な犬は、チャンピオンズリーグでのアナフィールド戦での活躍を讃えて「Anfield」と名付けられたパグである。これは彼自身のキャリアにおける名勝利を象徴する名前として選ばれた。他にも「Keidi」「Marqués」と名付けられた複数のパグを飼っており、家族の一員として大切に扱っている様子がSNSに頻繁に投稿されている。
2020年のロックダウン中には、母親に犬をプレゼントしたエピソードも報じられており、ジョレンテ家にとってペットは単なる動物ではなく「感動と一体化した存在」であることがうかがえる。
さらに、2024年には妻パディへのサプライズとして新しいパグを迎え入れ、玄関前に隠して喜ばせるなど、愛犬が家族の大切な一員であることを改めて強調している。
また、健康法として冬でも犬を散歩させる際にシャツを着ずに短パンだけで出かける習慣を公言。彼はそれが科学的にメラトニン生成や抗酸化作用に好影響を与えるとして実践している。

## 家系
ジョレンテの家系は、レアル・マドリードと密接に結びついており、サッカー選手とバスケットボール選手を多く輩出してきた。
父親はアトレティコ・マドリードでデビューし、レアル・マドリードでプレーしたパコ・ジョレンテで、おじにはレアル・マドリードに所属したフリオ・ジョレンテがいる。また、おじにはジョー・ジョレンテとトニーン・ジョレンテがおり、いずれもレアル・マドリード・バスケットボールでプレーした。大叔父（父方）は、レアル・マドリードの伝説的選手であり、名誉会長を務めていたパコ・ヘント、バレンシアなどでプレーしたフリオ・ヘント、ラシン・サンタンデールなどでプレーしたアントニオ・ヘントがいる。母方の祖父はパコ・ヘントと同年代にレアル・マドリードでプレーし、黄金世代の一員であり、アトレティコ・マドリードでもプレーしたラモン・グロッソである。
|  |  |                    |                    |                    |                    |                    |                    |  |  |                |                |                |                |                |                |  |  |              |              |                    |                    |                    |                    |                    |                    |                    |                    |                      |                      |                      |                      |                      |                      |                      |                      |                      |                      |                        |                        |                        |                        |                        |                        |                    |                    |                  |                  |                  |                  |                      |                      |                      |                      |                      |                      |                  |                  |                  |                  |                  |                  |
|  |  |                    |                    |                    |                    |                    |                    |  |  |                |                |                |                |                |                |  |  |              |              |                    |                    |                    |                    |                    |                    |                    |                    |                      |                      |                      |                      |                      |                      |                      |                      |                      |                      |                        |                        |                        |                        |                        |                        |                    |                    |                  |                  |                  |                  |                      |                      |                      |                      |                      |                      |                  |                  |                  |                  |                  |                  |
|  |  | アントニオ・ヘント | アントニオ・ヘント | アントニオ・ヘント | アントニオ・ヘント | アントニオ・ヘント | アントニオ・ヘント |  |  | フリオ・ヘント | フリオ・ヘント | フリオ・ヘント | フリオ・ヘント | フリオ・ヘント | フリオ・ヘント |  |  | パコ・ヘント | パコ・ヘント | パコ・ヘント       | パコ・ヘント       | パコ・ヘント       | パコ・ヘント       |                    |                    | アントニア・ヘント | アントニア・ヘント | アントニア・ヘント   | アントニア・ヘント   | アントニア・ヘント   | アントニア・ヘント   |                      |                      |                      |                      |                      |                      | ホセルイス・ジョレンテ | ホセルイス・ジョレンテ | ホセルイス・ジョレンテ | ホセルイス・ジョレンテ | ホセルイス・ジョレンテ | ホセルイス・ジョレンテ |                    |                    |                  |                  |                  |                  |                      |                      |                      |                      |                      |                      | ラモン・グロッソ | ラモン・グロッソ | ラモン・グロッソ | ラモン・グロッソ | ラモン・グロッソ | ラモン・グロッソ |
|  |  | アントニオ・ヘント | アントニオ・ヘント | アントニオ・ヘント | アントニオ・ヘント | アントニオ・ヘント | アントニオ・ヘント |  |  | フリオ・ヘント | フリオ・ヘント | フリオ・ヘント | フリオ・ヘント | フリオ・ヘント | フリオ・ヘント |  |  | パコ・ヘント | パコ・ヘント | パコ・ヘント       | パコ・ヘント       | パコ・ヘント       | パコ・ヘント       |                    |                    | アントニア・ヘント | アントニア・ヘント | アントニア・ヘント   | アントニア・ヘント   | アントニア・ヘント   | アントニア・ヘント   |                      |                      |                      |                      |                      |                      | ホセルイス・ジョレンテ | ホセルイス・ジョレンテ | ホセルイス・ジョレンテ | ホセルイス・ジョレンテ | ホセルイス・ジョレンテ | ホセルイス・ジョレンテ |                    |                    |                  |                  |                  |                  |                      |                      |                      |                      |                      |                      | ラモン・グロッソ | ラモン・グロッソ | ラモン・グロッソ | ラモン・グロッソ | ラモン・グロッソ | ラモン・グロッソ |
|  |  |                    |                    |                    |                    |                    |                    |  |  |                |                |                |                |                |                |  |  |              |              |                    |                    |                    |                    |                    |                    |                    |                    |                      |                      |                      |                      |                      |                      |                      |                      |                      |                      |                        |                        |                        |                        |                        |                        |                    |                    |                  |                  |                  |                  |                      |                      |                      |                      |                      |                      |                  |                  |                  |                  |                  |                  |
|  |  |                    |                    |                    |                    |                    |                    |  |  |                |                |                |                |                |                |  |  |              |              |                    |                    |                    |                    |                    |                    |                    |                    |                      |                      |                      |                      |                      |                      |                      |                      |                      |                      |                        |                        |                        |                        |                        |                        |                    |                    |                  |                  |                  |                  |                      |                      |                      |                      |                      |                      |                  |                  |                  |                  |                  |                  |
|  |  |                    |                    |                    |                    |                    |                    |  |  |                |                |                |                |                |                |  |  |              |              | フリオ・ジョレンテ | フリオ・ジョレンテ | フリオ・ジョレンテ | フリオ・ジョレンテ | フリオ・ジョレンテ | フリオ・ジョレンテ |                    |                    | トニーン・ジョレンテ | トニーン・ジョレンテ | トニーン・ジョレンテ | トニーン・ジョレンテ | トニーン・ジョレンテ | トニーン・ジョレンテ |                      |                      | ホエ・ジョレンテ     | ホエ・ジョレンテ     | ホエ・ジョレンテ       | ホエ・ジョレンテ       | ホエ・ジョレンテ       | ホエ・ジョレンテ       |                        |                        | パコ・ジョレンテ   | パコ・ジョレンテ   | パコ・ジョレンテ | パコ・ジョレンテ | パコ・ジョレンテ | パコ・ジョレンテ |                      |                      |                      |                      |                      |                      | ヘル・モレノ     | ヘル・モレノ     | ヘル・モレノ     | ヘル・モレノ     | ヘル・モレノ     | ヘル・モレノ     |
|  |  |                    |                    |                    |                    |                    |                    |  |  |                |                |                |                |                |                |  |  |              |              | フリオ・ジョレンテ | フリオ・ジョレンテ | フリオ・ジョレンテ | フリオ・ジョレンテ | フリオ・ジョレンテ | フリオ・ジョレンテ |                    |                    | トニーン・ジョレンテ | トニーン・ジョレンテ | トニーン・ジョレンテ | トニーン・ジョレンテ | トニーン・ジョレンテ | トニーン・ジョレンテ |                      |                      | ホエ・ジョレンテ     | ホエ・ジョレンテ     | ホエ・ジョレンテ       | ホエ・ジョレンテ       | ホエ・ジョレンテ       | ホエ・ジョレンテ       |                        |                        | パコ・ジョレンテ   | パコ・ジョレンテ   | パコ・ジョレンテ | パコ・ジョレンテ | パコ・ジョレンテ | パコ・ジョレンテ |                      |                      |                      |                      |                      |                      | ヘル・モレノ     | ヘル・モレノ     | ヘル・モレノ     | ヘル・モレノ     | ヘル・モレノ     | ヘル・モレノ     |
|  |  |                    |                    |                    |                    |                    |                    |  |  |                |                |                |                |                |                |  |  |              |              |                    |                    |                    |                    |                    |                    |                    |                    |                      |                      |                      |                      |                      |                      |                      |                      |                      |                      |                        |                        |                        |                        |                        |                        |                    |                    |                  |                  |                  |                  |                      |                      |                      |                      |                      |                      |                  |                  |                  |                  |                  |                  |
|  |  |                    |                    |                    |                    |                    |                    |  |  |                |                |                |                |                |                |  |  |              |              |                    |                    |                    |                    |                    |                    |                    |                    |                      |                      |                      |                      |                      |                      |                      |                      |                      |                      |                        |                        |                        |                        |                        |                        |                    |                    |                  |                  |                  |                  |                      |                      |                      |                      |                      |                      |                  |                  |                  |                  |                  |                  |
|  |  |                    |                    |                    |                    |                    |                    |  |  |                |                |                |                |                |                |  |  |              |              |                    |                    |                    |                    |                    |                    |                    |                    |                      |                      |                      |                      | セルヒオ・ジョレンテ | セルヒオ・ジョレンテ | セルヒオ・ジョレンテ | セルヒオ・ジョレンテ | セルヒオ・ジョレンテ | セルヒオ・ジョレンテ |                        |                        | フアン・ジョレンテ     | フアン・ジョレンテ     | フアン・ジョレンテ     | フアン・ジョレンテ     | フアン・ジョレンテ | フアン・ジョレンテ |                  |                  |                  |                  | マルコス・ジョレンテ | マルコス・ジョレンテ | マルコス・ジョレンテ | マルコス・ジョレンテ | マルコス・ジョレンテ | マルコス・ジョレンテ |                  |                  |                  |                  |                  |                  |

## 個人成績

### クラブ
2023-24シーズン終了時点
| クラブ                   | シーズン     | リーグ戦     | リーグ戦 | リーグ戦 | コパ・デル・レイ | コパ・デル・レイ | 国際大会 | 国際大会 | その他 | その他 | 通算 | 通算 |
| クラブ                   | シーズン     | ディビジョン | 出場     | 得点     | 出場             | 得点             | 出場     | 得点     | 出場   | 得点   | 出場 | 得点 |
| ------------------------ | ------------ | ------------ | -------- | -------- | ---------------- | ---------------- | -------- | -------- | ------ | ------ | ---- | ---- |
| レアル・マドリードB      | 2014-15      | セグンダB    | 25       | 0        | -                | -                | -        | -        | -      | -      | 25   | 0    |
| レアル・マドリードB      | 2015-16      | セグンダB    | 33       | 3        | -                | -                | -        | -        | 4      | 0      | 37   | 3    |
| レアル・マドリードB      | クラブ通算   | クラブ通算   | 58       | 3        | -                | -                | -        | -        | 4      | 0      | 62   | 3    |
| レアル・マドリード       | 2015-16      | ラ・リーガ   | 2        | 0        | 1                | 0                | 0        | 0        | -      | -      | 3    | 0    |
| レアル・マドリード       | 2017-18      | ラ・リーガ   | 13       | 0        | 6                | 0                | 1        | 0        | 0      | 0      | 20   | 0    |
| レアル・マドリード       | 2018-19      | ラ・リーガ   | 7        | 0        | 5                | 1                | 2        | 0        | 2      | 1      | 16   | 2    |
| レアル・マドリード       | クラブ通算   | クラブ通算   | 22       | 0        | 12               | 1                | 3        | 0        | 2      | 1      | 39   | 2    |
| アラベス (loan)          | 2016-17      | ラ・リーガ   | 32       | 0        | 6                | 0                | -        | -        | -      | -      | 38   | 0    |
| アトレティコ・マドリード | 2019-20      | ラ・リーガ   | 29       | 3        | 1                | 0                | 4        | 2        | 2      | 0      | 36   | 5    |
| アトレティコ・マドリード | 2020-21      | ラ・リーガ   | 37       | 12       | 0                | 0                | 8        | 1        | -      | -      | 45   | 13   |
| アトレティコ・マドリード | 2021-22      | ラ・リーガ   | 29       | 0        | 1                | 0                | 9        | 0        | 1      | 0      | 40   | 0    |
| アトレティコ・マドリード | 2022-23      | ラ・リーガ   | 22       | 1        | 4                | 2                | 3        | 0        | -      | -      | 29   | 3    |
| アトレティコ・マドリード | 2023-24      | ラ・リーガ   | 37       | 6        | 5                | 0                | 9        | 0        | 1      | 0      | 52   | 6    |
| アトレティコ・マドリード | クラブ通算   | クラブ通算   | 154      | 22       | 11               | 2                | 33       | 3        | 4      | 0      | 202  | 27   |
| キャリア通算             | キャリア通算 | キャリア通算 | 265      | 25       | 29               | 3                | 296      | 3        | 10     | 1      | 341  | 32   |

## 代表歴

### 出場大会
- U-21スペイン代表
  - 2017年 - UEFA U-21欧州選手権2017（準優勝）

- スペイン代表
  - 2021年 - UEFA EURO 2020
  - 2022年 - 2022 FIFAワールドカップ

### 試合数
- 国際Aマッチ 19試合 0得点（2020年-）[37]

| スペイン代表 | 国際Aマッチ | 国際Aマッチ |
| 年           | 出場        | 得点        |
| ------------ | ----------- | ----------- |
| 2020         | 1           | 0           |
| 2021         | 11          | 0           |
| 2022         | 6           | 0           |
| 2023         | 0           | 0           |
| 2024         | 1           | 0           |
| 通算         | 19          | 0           |

## タイトル

### クラブ
レアル・マドリード
- UEFAスーパーカップ: 2回（2016, 2017）
- スーペルコパ・デ・エスパーニャ: 1回（2017）
- FIFAクラブワールドカップ：2回（2017, 2018）
- UEFAチャンピオンズリーグ：1回（2017-18）

アトレティコ・マドリード
- プリメーラ・ディビシオン：1回（2020-21）